# Relations entre Haïti et le Venezuela
Les relations entre le Venezuela et Haïti désignent les relations diplomatiques s'exerçant entre le Venezuela, république fédérale située dans la partie la plus septentrionale de l’Amérique du Sud, et Haïti, État des Caraïbes. Le Venezuela a une ambassade à Port-au-Prince, et Haïti une ambassade à Caracas. Haïti est membre de Petrocaribe, un accord autorisant les pays des Caraïbes à acheter du pétrole vénézuélien à des conditions de paiement préférentiel. 
Haïti est un "observateur permanent" (depuis février 2012) de l'Alliance bolivarienne pour les Amériques (ALBA), le groupe régional créé et dirigé par le Venezuela. Lors du sommet de l'ALBA de février 2012, "le président Hugo Chávez et le président haïtien Michel Martelly ont signé un accord-cadre visant à renforcer le rôle du Venezuela dans l'agriculture, l'industrie et le tourisme haïtiens, entre autres secteurs". 

## Histoire
Le Venezuela a rompu ses relations diplomatiques avec Haïti (avec un certain nombre d'autres pays d' Amérique latine) en 1963, en appliquant le Rómulo Betancourt « doctrine Betancourt » pour éviter les relations avec les dictatures en raison des actions du président haïtien François Duvalier.
À la suite du coup d'État de 1991, le président vénézuélien, Carlos Andrés Pérez a envoyé un avion pour le président haïtien déchu, Jean-Bertrand Aristide. 
Après le tremblement de terre en Haïti en 2010, le Venezuela a apporté une contribution substantielle à la réponse humanitaire à la suite du tremblement de terre en promettant une aide de 1,3 milliard de dollars, en plus d’annuler une dette de 395 millions de dollars PetroCaribe,,. Les projets comprenaient la construction de trois centrales électriques, qui ont fourni un cinquième de l'électricité d'Haïti en décembre 2011. En décembre 2011, le président haïtien Michel Martelly a déclaré que "la coopération avec le Venezuela est la plus importante en Haïti à l'heure actuelle en termes d'impact, d'impact direct".